# Kanakanahalli, Heggadadevankote
Kanakanahalli là một làng thuộc tehsil Heggadadevankote, huyện Mysore, bang Karnataka, Ấn Độ.